# المرأة في بلجيكا
المرأة في بلجيكا هن النساء الأوروبيين المقيمات أو المزدادات ببلجيكا. جيل بعد جيل، أصبحت المرأة البلجيكية قادرة على إلغاء الاحتلال الجنسي. في الأجيال الصغيرة، معظم الأعمال التي تقوم هي وظائف ذات دوام جزئي. وصولا إلى سنة 1999، اقترب مدخول النساء البلجيكيات إلى 91% من مدخول الرجال. باسثناء الوظائف ذات دوام جزئي تقوم المرأة في بلجيكا بالأعمال المنزلية.

## خلفية ثقافية
ينقسم المجتمع البلجيكي حسب لغاتهم إلى قسمين متكاملين، الفلمنك القاطنين بالجزء الشمالي من بلجيكا المتشبعين بالتراث الثقافي الإنجليزي، والوالون الناطقون باللغة الفرنسية ويعيشون في البلجيك في منطقة والونيا والمتشبعين بالثقافة الفرنسية.
حاليا الأكثر حظورا في بلجيكا وفي العاصمة بروكسيل هي الناطقين بالفرنسية إلا أنه توجد بعض التجمعات الصغيرة الجرمانية.
الحقوق الخاصة بالمرأة في بلجيكا محددة من خلال القانون البلجيكي التقاليد الثقافية المتوارثة، اكتسبت المرأة حق التصويت في الاستحقاقات البلجيكية منذ 1919. الترشح في الانتخابات منذ 1921.

## الزواج والحياة العائلية
كباقي الدول الأوروبية، قانون الأسرة التقليدي في بلجيكا يعطي الحق للزوج في تسيير أمور الأسرة، لكن عرف تغيرات من القرن 20 حيث منذ 1958 بدأت القوانين تخفض من صلاحيات الزوج، لكنه لم يُصادق إلا في سنوات 1970. حيث طُبق قانون تقاسم المسؤولية بين كلا الزوجين. خيانة زوجية غير مجرمة منذ 1987. وزواج المثليين في بلجيكا أصبح مجازا في 2003، أما قانون الطلاق فقد عُدل في سبتمبر 2003. خلال القرن 21، الرابط بين الزواج والخصوبة انخفظ إلى دون 52.3% سنة 2012، بسبب الإنجاب خارج مؤسسة الزواج. وتبعا لدراسة القيم الأوروبية في 2008، بلغ عدد الراضين عن الزواج خارج المؤسسة 34.3% من سكان بلجيكا.

## صحة وحقوق الإنجاب
تم تحرير قوانين الإجهاض في بلجيكا في 1990. بحيث يعتبر الإجهاض غير قانونيا بعد بلوغ الأسبوع الثاني عشر من الحمل، إضافة إلى أسبوع قبلي للفحوصات الطبية التي بموجبها يتقرر إجهاضها من عدمه. الإجهاض بعد المدة المسموحة في 12 أسبوع يسمح فقط للحالات المرضية الطارئة.
وبحسب دراسة وفاة الأمومة في بلجيكا خلال 2010 فإن 8 سيدات من بين كل 100 ألف سيدة تتعرض للوفاة. بلجيكا كمعظم الدول الأوروبية تعرف انخفاظ في معدل الخصوبة الكلي حيث لكل سيدة معدل 1.7 طفل حديث الولادة سنة 2015.